# Ivan Jurcevic

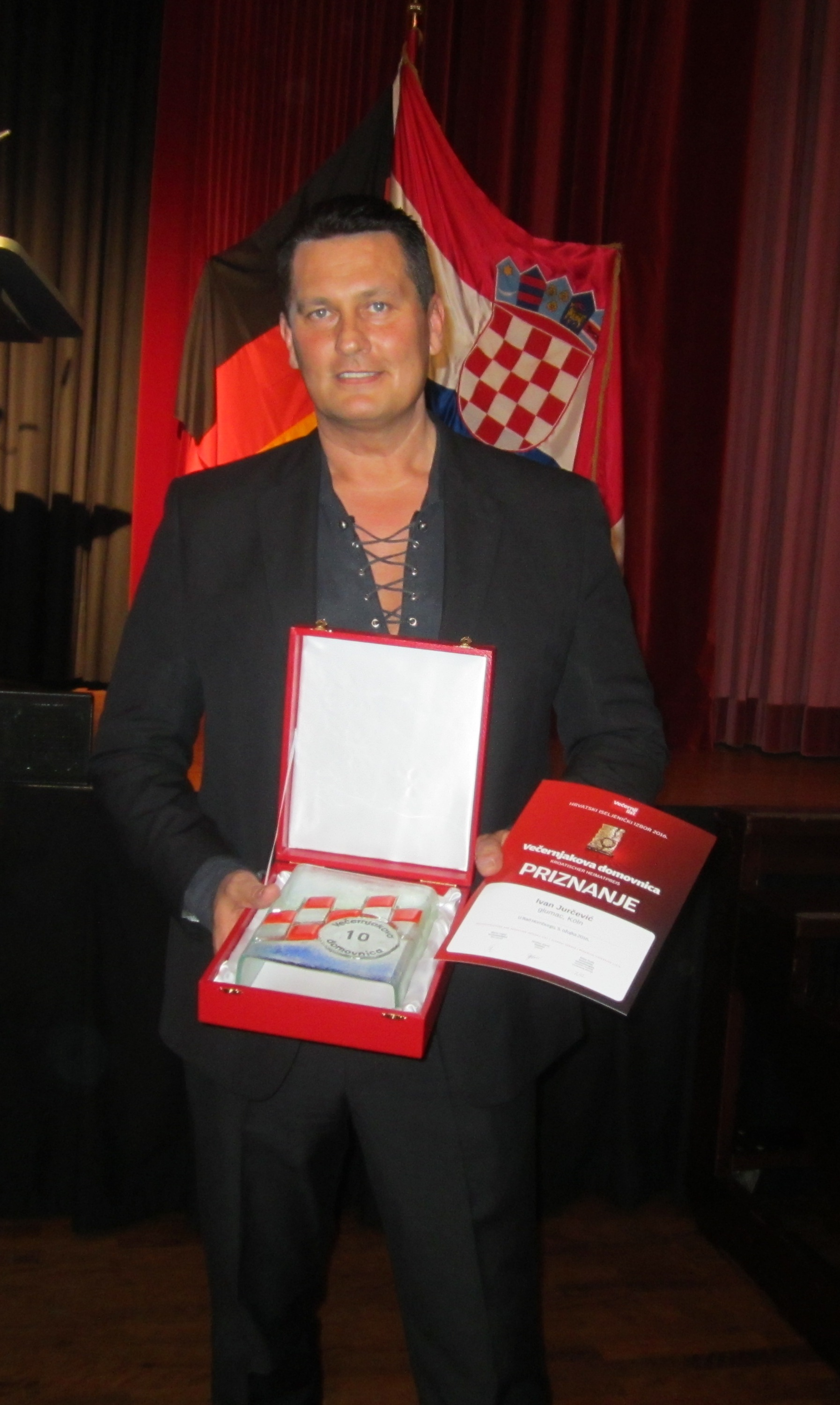
Ivan Jurcevic bei der Preisverleihung zum
„Besten Kroatischen Schauspieler“ 2016 in Bad Homburg

Ivan Jurcevic (geboren 8. Juni 1971 in Split, Kroatien) ist ein deutscher Kickboxer, Schauspieler und Sicherheitsdienstleister kroatischer Abstammung. Im Kickboxen wurde er mehrfach Weltmeister. Einer breiteren Öffentlichkeit bekannt wurde er im Rahmen der sexuellen Übergriffe in der Silvesternacht 2015/16 in Köln, bei denen er als Türsteher eines Hotels Opfern Hilfe leistete und Schutz bot und später in Medien im In- und Ausland von seinen Erfahrungen berichtete.

## Leben
Jurcevic schloss eine Ausbildung zum Industriekaufmann ab. Er betreibt seit 1983 Kickboxen. Nach Europa- und Landesmeistertiteln wurde er darin 1998, 2004, 2006 und 2008 Weltmeister nach Version der Martial Arts Association (MAA) und 2009 Vize-Weltmeister. 2011 gewann der Superschwergewichtler Jurcevic erneut die Weltmeisterschaft im Kickboxen, beendete seine sportliche Laufbahn und konzentrierte sich danach auf seine Schauspielkarriere.
Bereits Ende der 1990er-Jahre absolvierte Jurcevic eine Schauspielausbildung am Kulturprojekt Spielhaus e.V. in Stuttgart. Unter dem Künstlernamen „Ivan Stein“ hatte er danach eine Reihe von Auftritten in Theater und Fernsehen, unter anderem in der Serie Verbotene Liebe. Seit August 2017 spielt er als Erstbesetzung die Rolle des Tony Scibelli in Bodyguard-das Musical im Stage Palladium Theater in Stuttgart.
Daneben betreibt Jurcevic ein Unternehmen für Sicherheitsdienstleistungen und einen Fitnessclub im hessischen Hohenahr. Unter anderem schützte er 2019 eine Veranstaltung mit Angela Merkel und Emmanuel Macron.

### Silvester 2015/16 in Köln
In der Silvesternacht 2015/16 arbeitete Jurcevic als Türsteher im Excelsior Hotel Ernst neben dem Kölner Bahnhofsvorplatz. Nach Beginn der massenhaften sexuellen Übergriffe zwischen Hauptbahnhof und Kölner Dom baten ihn verängstigte Frauen um Hilfe, die von einer Gruppe junger Männer verfolgt wurden. Mit Sätzen wie „this is our girl“ (dt. ‚das ist unser Mädchen‘) forderten ihn die betrunkenen Verfolger auf, sich nicht einzumischen. Jurcevic versuchte zunächst, die Gruppe mit Worten zu vertreiben. Schließlich setzte er Schläge und Tritte ein. Die Männer entfernten sich daraufhin, wobei sie drohten „We kill you!“ (dt. ‚Wir bringen dich um!‘). Später beschrieb er, wie die Männer Gäste der Silvesterfeier des Hotels bespuckt hätten.
Als das Ausmaß der Übergriffe nach und nach öffentlich eingeräumt wurde, nachdem die Polizei zunächst von einer „friedlichen Feier“ gesprochen hatte, stellte Jurcevic ein Video über seine Erlebnisse auf seine Facebook-Seite, das in wenigen Tagen 4,7 Millionen Male aufgerufen und fast 142.000 Mal geteilt wurde. Darin schilderte er unter anderem eine Messerstecherei und einen Angriff, bei dem Männer einem am Boden Liegenden den Kopf eingeschlagen hätten. Weiter berichtete er, wie ein Mob aus jungen Männern gezielt Raketen auf den Dom abgeschossen und die Menge bei jedem Treffer applaudiert habe, ferner von Festnahmen durch die Polizei, bei denen Personen über eine Stunde auf dem Boden gelegen und nicht in die überfüllten Sammelstellen hätten gebracht werden können. Schließlich habe man sie freigelassen, woraufhin sie Polizeifahrzeuge bespuckt hätten. Wie viele andere habe auch er immer gedacht, solche Szenen „seien rechte Propaganda – aber das hier war eben echt“. Die Täter seien Leute gewesen, die man vor Wochen mit Teddybären am Bahnhof begrüßt habe.
Nachdem der Direktor des Excelsior Hotel Ernst sich zunächst in einer offiziellen Erklärung von „fremdenfeindlichen Aussagen“ Jurcevics distanziert hatte, berichtete die Welt in der Ausgabe vom 10. Januar irrtümlich, er habe Jurcevic gekündigt. Daraufhin kam es auf der inoffiziellen Facebook-Seite des Hotels zu zahlreichen Protesten. Später erklärte das Hotel, Jurcevic sei selbständig, man könne ihm also gar nicht kündigen. Man arbeite nach wie vor mit der Sicherheitsfirma zusammen, die ihn beschäftige. Auch habe man sich explizit nicht distanziert „von der Hilfe, die Jurcevic vor Ort geleistet habe“, vielmehr habe man „das Sicherheitspersonal in der Nacht sogar angewiesen, Frauen hereinzulassen, die belästigt wurden“. Jurcevic erklärte, der Hoteldirektor sei immer korrekt zu ihm gewesen und seine Aussage falsch ausgelegt worden. Ihm selbst gehe es weniger um die Herkunft der Täter, sondern darum, dass so etwas nicht noch einmal passiere – dass Kriminelle sich unter dem Schutzmantel der Flüchtlingshilfe versteckten, Frauen angrapschten und damit integrierte ausländische Mitbürger in den Dreck zögen.
Zahlreiche nationale und internationale Medien interviewten Jurcevic zu den Ereignissen, unter anderem CNN, BBC und ein französischer Fernsehsender. Außerdem berichteten The Daily Caller (USA), La Gaceta (Spanien) und Il Giornale (Italien).

## Filmografie

### Kino
- 2002: Was nicht passt, wird passend gemacht (Regie: Peter Thorwart)
- 2013: Trigger Play (Regie Ivan Mandic)
- 2014: The 90 Min War (Regie Eyal Halfon)
- 2015: Im Winter, so schön (Regie Daniel Rau / Matthias Mettenbörger)
- 2018: Verpiss Dich Schneewittchen (Regie Cüneyt Kaya)[18]
- 2018: Herrliche Zeiten (2018) (Regie: Oskar Roehler)[19]
- 2020: Enfant Terrible (Regie: Oskar Roehler)

### Kurzfilme
- 2000: Premierenfeier
- 2001: Die verhexte Spieluhr (Regie: Simon Hausschild)
- 2013: SYN Flood  (Regie: Benedikt Marcowka)
- 2014: Last Order (Regie: Ivan Jurcevic)
- 2015: Der Zeichner (Regie: Ivan Jurcevic)

### Auftritte in Fernseh-Shows / Video-on-demand
- 2014: Flirt oder Fiasko (VOX)
- 2015: First Dates (Sixx)
- 2015: Gottschalks großes Klassentreffen (RTL)
- 2015: Ich bin ein Star – Lasst mich wieder rein! (RTL)
- 2015: Geht’s noch?! Kayas Woche (RTL)
- 2015: Die große Revanche (Sat.1)
- 2017: Sag die Wahrheit (ARD)
- 2017: Little Big Stars (Sat 1)
- 2018: Pastewka  Staffel 8 Folge 6 (Amazon Prime)[20]
- 2019: Stadt, Land, Haus - So wohnt Deutschland ARD
- 2019: Heute Show ZDF
- 2019: Mittagsmagazin RTL
- 2020: Heute-show  ZDF

### Fernsehen
- 2002:  Verbotene Liebe (ARD)
- 2013: Achtung Kontrolle (Kabel1)
- 2013/2014: Verdachtsfälle (RTL)
- 2015: Tatort: Im Schmerz geboren (ARD)
- 2015: Die Spezialisten – Im Namen der Opfer (ZDF)
- 2015: Hilf mir! Jung, pleite, verzweifelt … RTL2
- 2015: Auf Streife (SAT.1)
- 2015: Mein dunkles Geheimnis (SAT.1)
- 2015: Anwälte der Toten (VOX)
- 2015, 2019: SOKO Köln (ZDF)
- 2015: Helen Dorn: Das dritte Mädchen (ZDF)
- 2015: Verbrechen aus Leidenschaft (SAT.1)
- 2016: Alles was zählt (RTL)
- 2016: Unter uns (RTL)
- 2016: Heldt (ZDF)
- 2017: Köln 50667 (RTL 2)
- 2017: Unter uns (RTL)
- 2018: Unter uns (RTL)
- 2018: Wilsberg (ZDF)
- 2018: Tatort: Tod und Spiele (ARD)
- 2019: Friesland – Asche zu Asche
- 2020: Verstehen Sie Spaß? (ARD)
- 2020 Verbotene Liebe next Generation
- seit 2022: Barbara Salesch – Das Strafgericht[21][22]
- seit 2023: Ulrich Wetzel – Das Strafgericht[23][24][25]

### Musikvideos
- 2014: Jeder meiner Freunde (Bushido)
- 2015: Ghettoveteran (Kollegah)
- 2015: Brot brechen (Bushido)
- 2016: Betrugo (Jasko)
- 2019: Bullets (Kollegah)

## Auszeichnungen
- 2015 2. Platz beim Salzburger Filmfest „Klappe“ für den Film Trigger Play mit Ivan Jurcevic als Darsteller
- 2016 Bester kroatischer Schauspieler: „Vecerni List Domovnica“